# Trimbach, Solothurn
Trimbach är en ort och kommun i distriktet Gösgen i kantonen Solothurn, Schweiz. Kommunen har 6 667 invånare (2023).
Trimbach ligger strax norr om Olten och de båda orterna har vuxit samman.